# Кренжоли (Великопольське воєводство)
Кренжоли (пол. Krężoły) — село в Польщі, у гміні Ричивул Оборницького повіту Великопольського воєводства.
Населення — 91 особа (2011).
У 1975-1998 роках село належало до Пільського воєводства.

## Демографія
Демографічна структура станом на 31 березня 2011 року:
|          | Загалом | Допрацездатний вік | Працездатний вік | Постпрацездатний вік |
| -------- | ------- | ------------------ | ---------------- | -------------------- |
| Чоловіки | 49      | 12                 | 33               | 4                    |
| Жінки    | 42      | 9                  | 27               | 6                    |
| Разом    | 91      | 21                 | 60               | 10                   |